# آدام زیلینسکی
آدام استانیسلاو زیِلینسکی (زادهٔ ۲۸ ژوئن ۱۹۳۱ – درگذشتهٔ ۱۴ نوامبر ۲۰۲۲) یک وکیل و سیاستمدار لهستانی بود. او عضو حزب کارگران متحد لهستان بود و از سال ۱۹۸۲ تا ۱۹۹۲ به عنوان رئیس دادگاه عالی اداری لهستان و از سال ۱۹۸۹ تا ۱۹۹۱ عضو سیم (مجلس لهستان) بود، و از سال ۱۹۹۶ تا ۲۰۰۰ مدافع حقوق بشر بود.
زیِلینسکی در ۱۴ نوامبر ۲۰۲۲ در سن ۹۱ سالگی درگذشت.